# Latife Uşşaki
Latife Uşşaki o Uşakizade (Esmirna, 17 de junio de 1898-Estambul, 12 de julio de 1975) fue la esposa del estadista turco Mustafa Kemal Atatürk entre 1923 y 1925.

## Biografía

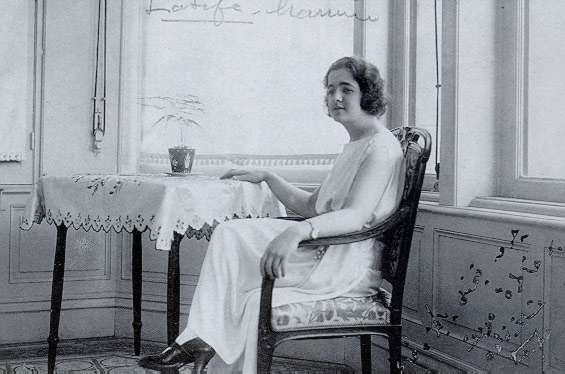
Primera dama de Turquía, Latife Uşşaki (1923).

Nació en Esmirna en 1898, donde asistió al instituto de enseñanza secundaria. En 1921, viajó a Europa, concretamente a París y a Londres, donde estudió en las facultades de Derecho de las universidades de dichas ciudades. Al regresar a Turquía, la Guerra de Independencia Turca todavía no había finalizado. El 11 de septiembre de 1922, cuando le informaron que Atatürk se encontraba en Esmirna comandando al Ejército turco, se dirigió al cuartel general recientemente establecido allí tras la reconquista de la ciudad, bajo la autoridad del ejército griego, y lo invitó a permanecer en su mansión familiar de Göztepe por razones de seguridad. Atatürk aceptó de buen grado, y fue por aquel entonces cuando se puede afirmar que comenzó su relación sentimental.
Se casaron el 29 de enero de 1923, cuando Atatürk llegó a Esmirna justo después de la muerte de su madre.  Durante dos años y medio, Lâtife Hanım simbolizó la nueva imagen de la mujer turca como primera dama, muy presente en la vida pública, lo que, en Turquía, era una novedad para su época. Tuvo una influencia significativa en las reformas que se iniciaron en Turquía en la década de 1920 para la emancipación de la mujer. La política de Atatürk era integrar a la mujer en la sociedad y abolir la segregación de género, y su esposa actuó como un importante modelo a seguir, asistiendo a actos oficiales en compañía de hombres y mujeres.
Sin embargo, la unión no duró mucho tiempo. Después de un incidente durante su viaje al este de Anatolia en el verano de 1925, se divorciaron el 5 de agosto de 1925. Latife Uşşaki vivió en Esmirna y en Estambul hasta su muerte en 1975. Nunca volvió a casarse, y permaneció en silencio acerca de su relación con el estadista turco durante toda su vida. En 2005, la Sociedad Histórica Turca hizo públicos sus diarios, «excepto los más privados, teniendo en cuenta la opinión de su familia».Su familia recientemente rechazó ofertas para hacer público su diario, en el que se incluye la correspondencia de Latife y Atatürk.

## Apellido

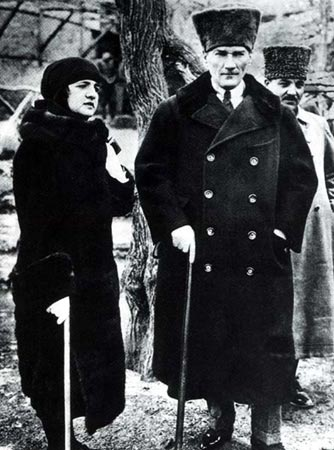
Mustafa Kemal Atatürk y Latife Uşaklıgil, durante un viaje (1923).

Tras la fundación de la República de Turquía en 1923, Atatürk decretó que cada ciudadano turco debería adoptar un apellido (con anterioridad, durante el Imperio otomano, la población carecía de apellido, siendo conocidos por su población de origen u ocupación, por ejemplo, «Alí el panadero»). El apellido Uşaklıgil fue tomado prestado por Lâtife del apellido de su tío, Halit Ziya Uşaklıgil. Después de divorciarse de Atatürk, su nombre pasó a ser Lâtife Uşakizade (en árabe: 'profundamente enamorado', pero también significa 'originario de Uşak'). En la actualidad, cuando se hace referencia a ella en Turquía, simplemente se la nombra como Lâtife Hanım ('señora' Lâtife).